# Robert Perrein
Robert Perrein, né le 18 mars 1900 à Paris et mort le 2 mars 1980 à Sarcelles, est un romancier français qui a également écrit sous le pseudonyme de Robert Pedro.

## Œuvres

### Romans signés Robert Pedro
- Marchands d'esclaves, Paris, Rouff, coll. « Romans pour la jeunesse » no 78, 1934
- Vers le temple du soleil, Paris, Rouff, coll. « Romans pour la jeunesse » no 99, 1934
- Prisonnier des convicts, Paris, Rouff, coll. « Romans pour la jeunesse » no 121, 1935
- Le Document volé, Paris, Rouff, coll. « Romans pour la jeunesse » no 131, 1935
- Le Diamant tragique, Paris, Rouff, coll. « Romans pour la jeunesse » no 156, 1935
- Celui qu'on ne soupçonnait pas, Paris, Rouff, coll. « Romans pour la jeunesse » no 171, 1935
- Le Protecteur inconnu, Paris, Rouff, coll. « Romans pour la jeunesse » no 198, 1936
- L'Émeraude volée, Paris, Rouff, coll. « Romans pour la jeunesse » no 242, 1937
- Les Ambitions de Marcel, Paris, Rouff, coll. « Le Roman du jeudi » no 86, 1935
- Le Cœur de Suzette, Paris, Mon livre préféré no 121, 1938
- L'Amour trompé, Paris, Mon livre préféré no 143, 1938
- L'Amour, seule noblesse, Paris, Mon livre préféré no 152, 1939
- Les Yeux pleins d'amour, Paris, Mon livre préféré no 171, 1939
- L'Amour sur la route, Paris, Mon livre préféré no 182, 1939
- Le bonheur commencera, Paris, Mon livre préféré no 219, 1939
- Quand le cœur se trompe, Paris, Mon livre préféré no 212, 1939
- L'amour vient toujours, Paris, Mon livre préféré no 233, 1939
- L'Amour inattendu, Paris, Mon livre préféré no 238, 1939
- Amour de marin, Paris, Mon livre préféré no 247, 1939
- L'Amour d'Yvette, Paris, Mon livre préféré no 252, 1939
- Les Cadavres vivants, Paris, Société française d'édition et de publications illustrées, coll. « Sphinx » no 8, 1940
- La Machine à écrire accusatrice, Paris Société française d'édition et de publications illustrées, coll. « Sphinx » no 18, 1940
- La Villa tragique, Paris, Société française d'édition et de publications illustrées, coll. « Sphinx » no 22, 1940
- On a tué un mort, Paris, Société parisienne de librairie et d'éditions, 1946
- Le Cocktail de Vénus, Paris, Éditions de Lutèce, 1941 ; réédition, Paris, Éditions de Lutèce, coll. « Francine » no 51, 1951
- Le Cargo aux lingots, illustration de Robert Dansler, Paris, Société française d'édition et de publications illustrées, coll. « Œil-de-faucon » no 20, 1941
- Chez les coupeurs de têtes, illustration de Robert Dansler. Paris, Société française d'édition et de publications illustrées, coll. « Œil-de-faucon » no 25, 1941
- Les Damnés du "Dauphin-Bleu", illustration de Robert Dansler, Paris, Société française d'édition et de publications illustrées, coll. « Œil-de-faucon » no 29, 1941
- L'Île du chinois, illustration de Robert Dansler, Paris, Société française d'édition et de publications illustrées, coll. « Œil-de-faucon » no 34, 1942
- Le Noyé de Bas-Meudon, Paris, Société française d'édition et de publications illustrées, 1942
- L'Amour d'un artiste, Paris, Rouff, coll. « Les Romans du cœur » no 160, 1942
- Le Secret d'un cœur, Paris, Éditions de Lutèce, coll. « Francine » no 60, 1952